# Senbagh
Senbagh (en bengali : সেনবাগ) est une upazila du Bangladesh dans le district de Noakhali. En 2011, on y dénombrait 283 145 habitants.